# Olimpíades d'escacs
L'Olimpíada d'escacs és un torneig d'escacs per equips, biennal, que enfronta equips nacionals d'arreu del món. La competició és organitzada per la Federació Internacional d'Escacs (FIDE), que és qui en designa la seu. L'Olimpíada és oberta a qualsevol persona amb independència del gènere, tot i que també hi ha un esdeveniment només femení, les olimpíades d'escacs femenines.

## Orígens
La primera Olimpíada és considerada no oficial, atès que no va ser organitzada per la FIDE. A les Olimpíades del 1924 hom va intentar incloure els escacs en els Jocs Olímpics, però no es va arribar a acord degut principalment a conflictes a l'hora de distingir entre jugadors professionals i jugadors aficionats. Així, mentre a París se celebraven els Jocs Olímpics d'Estiu de 1924, s'hi va organitzar també la I Olimpíada d'Escacs no oficial. La FIDE es fa formar el 20 de juliol de 1924, justament el dia de la clausura dels Jocs Olímpics d'estiu de 1924.
La FIDE va organitzar la I Olimpíada d'Escacs el 1927 a Londres. Les Olimpíades varen organitzar-se de manera irregular, annualment o a vegades a períodes més llargs, fins a la Segona Guerra Mundial; des del 1950 s'han organtizat regularment cada dos anys, tot i que no va ser fins al 1952 quan realment es va consagrar la denominació d'Olimpíada".

## Esport reconegut
Els escacs són un esport reconegut pel Comitè Olímpic Internacional i la FIDE és la Federació Internacional reconeguda per l'esport dels escacs des de juny del 1999.
Com a membre del Comitè Olímpic Internacional, la FIDE n'accepta les regles, inclosa l'obligació controvertida de les proves antidopatge. La intenció del món dels escacs d'esdevenir un esport olímpic no té un futur clar actualment. En qualsevol cas, la denominació que fa la FIDE de la seva competició per equips nacionals com a "Olimpíada" té un origen històric, tot i que no està vinculada amb l'organització dels Jocs Olímpics.

## La competició
Cada Federació nacional reconeguda per la FIDE pot inscriure un equip a l'Olimpíada (en el cas del Regne Unit, un equip per cadascuna de les seves quatre nacions, a més de Guernsey i Jersey). Els equips són formats per sis jugadors, quatre titulars i dos suplents (norma canviada per 4+1 a Dresden 2008).
Al principi, es jugava una lliga tots contra tots, però, amb l'increment del nombre de participants, al cap dels anys això va esdevenir impossible. El 1976 es va implantar el Sistema Suís.
El trofeu que s'entrega a l'equip guanyador és la Copa Hamilton-Russell, que va ser oferta com a premi pel magnat anglès Frederick Hamilton-Russell per la I Olimpíada d'Escacs (Londres 1927). L'equip guanyador conserva la copa fins a la següent edició, quan s'entregarà al proper equip guanyador. El trofeu que s'entrega a l'equip femení guanyador és la Copa Vera Menchik, la primera Campiona del Món femenina.
De les darreres olimpíades, l'Olimpíada d'escacs de 2008 es va celebrar a Dresden, Alemanya. L'Olimpíada de 2010 se celebrà a Khanti-Mansisk, Rússia, la del 2012 a Istanbul, Turquia, i l'olimpíada de 2014 a Tromsø, Noruega.

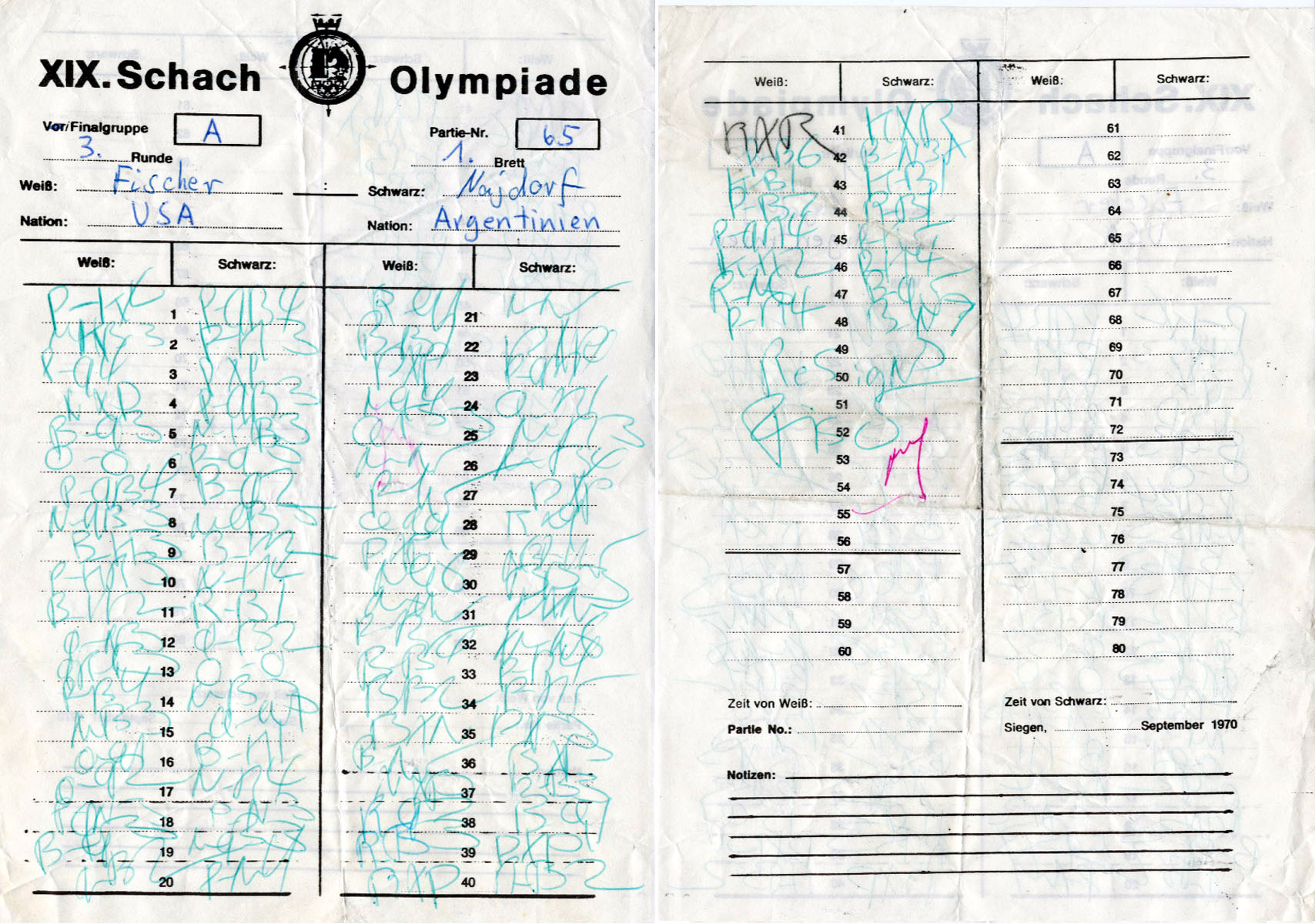
La planella d'anotació de Bobby Fischer corresponent a la tercera ronda contra Miguel Najdorf a l'Olimpíada d'escacs de 1970.

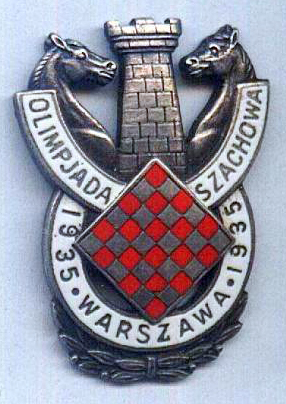
Símbol de la VI Olimpíada d'Escacs, a Varsòvia 1935, per J.Steifer

## Olimpíades absolutes
| Any  | Event                                                                  | Lloc                        | Medalla d'or        | Medalla de plata        | Medalla de bronze     |
| ---- | ---------------------------------------------------------------------- | --------------------------- | ------------------- | ----------------------- | --------------------- |
| 1924 | I Olimpíada d'Escacs no oficial Torneig individual                     | París, França               | Txecoslovàquia 31   | Hongria 30              | Suïssa 29             |
| 1926 | II Olimpíada d'Escacs no oficial Torneig per equips                    | Budapest, Hongria           | Hongria 9           | Iugoslàvia 8            | Romania 5             |
| 1927 | I Olimpíada d'Escacs                                                   | Londres, Regne Unit         | Hongria 40          | Dinamarca 38.5          | Anglaterra 36.5       |
| 1928 | II Olimpíada d'Escacs                                                  | La Haia, Països Baixos      | Hongria 44          | Estats Units 39.5       | Polònia 37            |
| 1930 | III Olimpíada d'Escacs                                                 | Hamburg, Alemanya           | Polònia 48.5        | Hongria 47              | Alemanya 44.5         |
| 1931 | IV Olimpíada d'Escacs                                                  | Praga, Txecoslovàquia       | Estats Units 48     | Polònia 47              | Txecoslovàquia 46.5   |
| 1933 | V Olimpíada d'Escacs                                                   | Folkestone, Regne Unit      | Estats Units 39     | Txecoslovàquia 37.5     | Suècia 34             |
| 1935 | VI Olimpíada d'Escacs                                                  | Varsòvia, Polònia           | Estats Units 54     | Suècia 52.5             | Polònia 52            |
| 1936 | III Olimpíada d'Escacs no oficial Olimpíada no organitzada per la FIDE | Múnic, Alemanya             | Hongria 110.5       | Polònia 108             | Alemanya 106.5        |
| 1937 | VII Olimpíada d'Escacs                                                 | Estocolm, Suècia            | Estats Units 54.5   | Hongria 48.5            | Polònia 47            |
| 1939 | VIII Olimpíada d'Escacs                                                | Buenos Aires, Argentina     | Alemanya 36         | Polònia 35.5            | Estònia 33.5          |
| 1950 | IX Olimpíada d'Escacs                                                  | Dubrovnik, Iugoslàvia       | Iugoslàvia 45.5     | Argentina 43.5          | RFA 40.5              |
| 1952 | X Olimpíada d'Escacs                                                   | Hèlsinki, Finlàndia         | Unió Soviètica 21   | Argentina 19.5          | Iugoslàvia 19         |
| 1954 | XI Olimpíada d'Escacs                                                  | Amsterdam, Països Baixos    | Unió Soviètica 34   | Argentina 27            | Iugoslàvia 26.5       |
| 1956 | XII Olimpíada d'Escacs                                                 | Moscou, Unió Soviètica      | Unió Soviètica 31   | Iugoslàvia 26.5         | Hongria 26.5          |
| 1958 | XIII Olimpíada d'Escacs                                                | Múnic, RFA                  | Unió Soviètica 34.5 | Iugoslàvia 29           | Argentina 25.5        |
| 1960 | XIV Olimpíada d'Escacs                                                 | Leipzig, RDA                | Unió Soviètica 34   | Estats Units 29         | Iugoslàvia 27         |
| 1962 | XV Olimpíada d'Escacs                                                  | Varna, Bulgària             | Unió Soviètica 31.5 | Iugoslàvia 28           | Argentina 26          |
| 1964 | XVI Olimpíada d'Escacs                                                 | Tel-Aviv, Israel            | Unió Soviètica 36.5 | Iugoslàvia 32           | RFA 30.5              |
| 1966 | XVII Olimpíada d'Escacs                                                | L'Havana, Cuba              | Unió Soviètica 39.5 | Estats Units 34.5       | Hongria 33.5          |
| 1968 | XVIII Olimpíada d'Escacs                                               | Lugano, Suïssa              | Unió Soviètica 39.5 | Iugoslàvia 31           | Bulgària 30           |
| 1970 | XIX Olimpíada d'Escacs                                                 | Siegen, RFA                 | Unió Soviètica 27.5 | Hongria 26.5            | Iugoslàvia 26         |
| 1972 | XX Olimpíada d'Escacs                                                  | Skopje, Iugoslàvia          | Unió Soviètica 42   | Hongria 40.5            | Iugoslàvia 38         |
| 1974 | XXI Olimpíada d'Escacs                                                 | Niça, França                | Unió Soviètica 46   | Iugoslàvia 37.5         | Estats Units 36.5     |
| 1976 | XXII Olimpíada d'Escacs *                                              | Haifa, Israel               | Estats Units 37     | Països Baixos 36.5      | Anglaterra 35.5       |
| 1978 | XXIII Olimpíada d'Escacs                                               | Buenos Aires, Argentina     | Hongria 37          | Unió Soviètica 36       | Estats Units 35       |
| 1980 | XXIV Olimpíada d'Escacs                                                | Valletta, Malta             | Unió Soviètica 39   | Hongria 39              | Estats Units 35       |
| 1982 | XXV Olimpíada d'Escacs                                                 | Lucerna, Suïssa             | Unió Soviètica 42.5 | Txecoslovàquia 36       | Estats Units 35       |
| 1984 | XXVI Olimpíada d'Escacs                                                | Salònica, Grècia            | Unió Soviètica 41   | Anglaterra 37           | Estats Units 35       |
| 1986 | XXVII Olimpíada d'Escacs                                               | Dubai, Emirats Àrabs Units  | Unió Soviètica 40   | Anglaterra 39           | Estats Units 38       |
| 1988 | XXVIII Olimpíada d'Escacs                                              | Salònica, Grècia            | Unió Soviètica 40.5 | Anglaterra 34.5         | Països Baixos 34.5    |
| 1990 | XXIX Olimpíada d'Escacs                                                | Novi Sad, Iugoslàvia        | Unió Soviètica 39   | Estats Units 35.5       | Anglaterra 35.5       |
| 1992 | XXX Olimpíada d'Escacs                                                 | Manila, Filipines           | Rússia 39           | Uzbekistan 35           | Armènia 34.5          |
| 1994 | XXXI Olimpíada d'Escacs                                                | Moscou, Rússia              | Rússia 37.5         | Bòsnia i Hercegovina 35 | Rússia II 34.5        |
| 1996 | XXXII Olimpíada d'Escacs                                               | Yerevan, Armènia            | Rússia 38.5         | Ucraïna 35              | Estats Units 34       |
| 1998 | XXXIII Olimpíada d'Escacs                                              | Elistà, Rússia              | Rússia 35.5         | Estats Units 34.5       | Ucraïna 32.5          |
| 2000 | XXXIV Olimpíada d'Escacs                                               | Istanbul, Turquia           | Rússia 38           | Alemanya 37             | Ucraïna 35.5          |
| 2002 | XXXV Olimpíada d'Escacs                                                | Bled, Eslovènia             | Rússia 38.5         | Hongria 37.5            | Armènia 35            |
| 2004 | XXXVI Olimpíada d'Escacs                                               | Calvià, Illes Balears       | Ucraïna 39.5        | Rússia 36.5             | Armènia 36.5          |
| 2006 | XXXVII Olimpíada d'Escacs                                              | Torí, Itàlia                | Armènia 36          | R.P. de la Xina 34      | Estats Units 33       |
| 2008 | XXXVIII Olimpíada d'Escacs                                             | Dresden, Alemanya           | Armènia 19          | Israel 18               | Estats Units 17       |
| 2010 | XXXIX Olimpíada d'Escacs                                               | Khanti-Mansisk, Rússia      | Ucraïna 19          | Rússia I 18             | Israel 17             |
| 2012 | XL Olimpíada d'Escacs                                                  | Istanbul, Turquia           | Armènia 19          | Rússia 19               | Ucraïna 18            |
| 2014 | XLI Olimpíada d'Escacs                                                 | Tromsø, Noruega             | R.P. de la Xina 19  | Hongria 17              | Índia 17              |
| 2016 | XLII Olimpíada d'Escacs                                                | Bakú, Azerbaidjan           | Estats Units 20     | Ucraïna 20              | Rússia 18             |
| 2018 | XLIII Olimpíada d'Escacs                                               | Batum, Geòrgia              | R.P. de la Xina 18  | Estats Units 18         | Rússia 18             |
| 2020 | Olimpíada d'Escacs virtual                                             | Seu virtual (edició online) | Índia, Rússia       |                         | Polònia, Estats Units |
| 2021 | Olimpíada d'Escacs virtual                                             | (virtual, online)           | Rússia              | Estats Units            | Xina, Índia           |
| 2022 | XLIV Olimpíada d'Escacs                                                | Chennai, Índia              | Uzbekistan 19       | Armènia 19              | Índia 18              |
| 2024 | XLV Olimpíada d'Escacs                                                 | Budapest, Hongria           | Índia 21            | Estats Units 17         | Uzbekistan 17         |
| 2026 | XLVI Olimpíada d'Escacs                                                | Taixkent, Uzbekistan        |                     |                         |                       |

* El 1976 la Unió Soviètica i la resta d'estats del bloc comunista no varen competir a l'Olimpíada per motius polítics.

## Rànquing per equips
La taula es refereix als equips absoluts, ordenats per les medalles guanyades a les Olimpíades d'escacs, comptant-hi les no oficials, i ordenats pel nombre de primers llocs, desempatats pel nombre de segons llocs, etc.
| Posició | País                 | 1r lloc | 2n lloc | 3r lloc | Total |
| ------- | -------------------- | ------- | ------- | ------- | ----- |
| 1       | Unió Soviètica       | 18      | 1       | 0       | 19    |
| 2       | Estats Units         | 6       | 5       | 9       | 20    |
| 3       | Rússia               | 6       | 3       | 2       | 11    |
| 4       | Hongria              | 3       | 7       | 2       | 12    |
| 5       | Armènia              | 3       | 0       | 3       | 6     |
| 6       | Ucraïna              | 2       | 2       | 3       | 7     |
| 7       | Iugoslàvia           | 1       | 6       | 5       | 12    |
| 8       | Polònia              | 1       | 2       | 3       | 6     |
| 9       | Alemanya*            | 1       | 1       | 3       | 5     |
| 10      | Xina                 | 1       | 1       | 0       | 2     |
| 11      | Anglaterra           | 0       | 3       | 3       | 6     |
| 12      | Argentina            | 0       | 3       | 2       | 5     |
| 13      | Txecoslovàquia       | 0       | 2       | 1       | 3     |
| 14      | Països Baixos        | 0       | 1       | 1       | 2     |
| 14      | Suècia               | 0       | 1       | 1       | 2     |
| 14      | Israel               | 0       | 1       | 1       | 2     |
| 17      | Bòsnia i Hercegovina | 0       | 1       | 0       | 1     |
| 17      | Dinamarca            | 0       | 1       | 0       | 1     |
| 17      | Uzbekistan           | 0       | 1       | 0       | 1     |
| 20      | Bulgària             | 0       | 0       | 1       | 1     |
| 20      | Estònia              | 0       | 0       | 1       | 1     |
| 20      | Índia                | 0       | 0       | 1       | 1     |

- Inclou els resultats d'Alemanya i d'Alemanya Occidental.

## Millors resultats individuals en Olimpíades masculines
| #  | Jugador           | País               | Olimp. | Partides | Guany. | Taules | Perd. | %    | Medalles  |
| -- | ----------------- | ------------------ | ------ | -------- | ------ | ------ | ----- | ---- | --------- |
| 1  | Mikhaïl Tal       | Unió Soviètica     | 8      | 101      | 65     | 34     | 2     | 81.2 | 5 - 2 - 0 |
| 2  | Anatoli Kàrpov    | Unió Soviètica     | 6      | 68       | 43     | 23     | 2     | 80.1 | 3 - 2 - 0 |
| 3  | Tigran Petrossian | Unió Soviètica     | 10     | 129      | 78     | 50     | 1     | 79.8 | 6 - 0 - 0 |
| 4  | Isaac Kashdan     | Estats Units       | 5      | 79       | 52     | 22     | 5     | 79.7 | 2 - 1 - 2 |
| 5  | Vassili Smislov   | Unió Soviètica     | 9      | 113      | 69     | 42     | 2     | 79.6 | 4 - 2 - 2 |
| 6  | David Bronstein   | Unió Soviètica     | 4      | 49       | 30     | 18     | 1     | 79.6 | 3 - 1 - 0 |
| 7  | Garri Kaspàrov    | Unió Soviètica (1) | 8      | 82       | 50     | 29     | 3     | 78.7 | 7 - 2 - 2 |
| 8  | Aleksandr Alekhin | França             | 5      | 72       | 43     | 27     | 2     | 78.5 | 2 - 2 - 0 |
| 9  | Milan Matulović   | Iugoslàvia         | 6      | 78       | 46     | 28     | 4     | 76.9 | 1 - 2 - 0 |
| 10 | Paul Keres        | Unió Soviètica (2) | 10     | 141      | 85     | 44     | 12    | 75.9 | 5 - 1 - 1 |
| 11 | Iefim Hèl·ler     | Unió Soviètica     | 7      | 76       | 46     | 23     | 7     | 75.6 | 3 - 3 - 0 |
| 12 | James Tarjan      | Estats Units       | 5      | 51       | 32     | 13     | 6     | 75.5 | 2 - 1 - 0 |
| 13 | Bobby Fischer     | Estats Units       | 4      | 65       | 40     | 18     | 7     | 75.4 | 0 - 2 - 1 |
| 14 | Mikhaïl Botvínnik | Unió Soviètica     | 6      | 73       | 39     | 31     | 3     | 74.7 | 2 - 1 - 2 |
| 15 | Salo Flohr        | Txecoslovàquia     | 7      | 82       | 46     | 28     | 8     | 73.2 | 2 - 1 - 1 |

N O T E S:

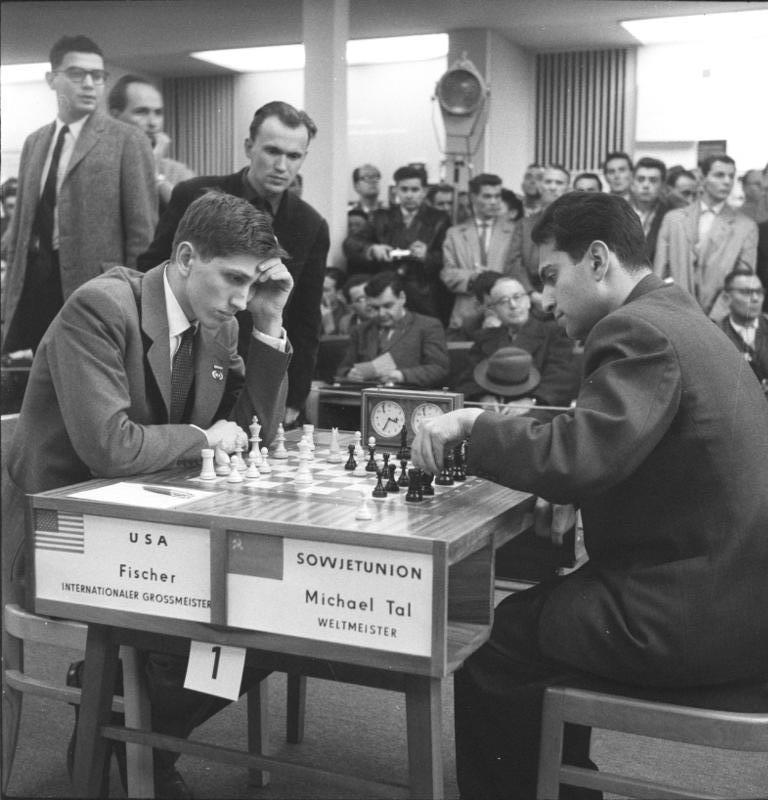
Fischer i Tal a l'Olimpíada de 1960

- Aquesta taula considera només jugadors amb un mínim de quatre Olimpíades.
- Les medalles indicades són individuals (no les de l'equip), ordenades or - argent - bronze.
- (1)  Kasparov va jugar la primera de les seves quatre olimpíades per l'URSS, i la resta per Rússia.
- (2)  Keres va jugar la primera de les seves tres Olimpíades per Estònia, i la resta per l'URSS.